# Archivo Ana Victoria Jiménez
El Archivo Ana Victoria Jiménez (AVJ) es un archivo sobre el feminismo compendiado por esa artista. Consta de aproximadamente 4 000 documentos entre los cuales se incluyen libros, fotografías, carteles, folletos,  volantes, mantas y  registros musicales  del movimiento feminista entre 1970-1990. Actualmente el archivo es resguardado en la Biblioteca Francisco Xavier Clavigero de la Universidad Iberoamericana Ciudad de México.

## Conformación del Archivo AVJ
La recopilación de los documentos que conforman el archivo fue parte de la militancia de Ana Victoria Jiménez  en grupos y movimientos de mujeres de los años sesenta. Paulatinamente los materiales que reunió los acompañó con fotografías, fecha, nombre y en algunos casos alguna cronología y descripción del evento de donde obtuvo el folleto, cartel, anuncio, declaraciones de prensa entre otros. Los libros proceden de donaciones de personas que temporalmente vivieron en casa de Ana Victoria. Por su parte, las fotografías son pocas, específicamente las de los años sesenta y setenta, ya que en ese tiempo la artista y activista retrataba con una cámara Kodak muy sencilla; en cambio, en los años ochenta las fotografías son cuantiosas, pues tuvo equipo fotográfico de mayor calidad y acudía a las marchas, mítines o congresos únicamente como fotógrafa.

## Donación
La donación se hizo como parte del Proyecto Memora que desde 2009 se dedica a la recuperación del archivo AVJ  mediante su estudio y relectura.

## Exposiciones y activaciones
- Mujeres ¿y qué más?: reactivando el Archivo Ana Victoria Jiménez se presentó en la Universidad Iberoamericana Ciudad de México en 2011. Además de mostrar parte del archivo AVJ se organizaron talleres y actividades evocando nuevas posibilidades de interpretación y acción plástica desde el presente. Participaron el Taller Permanente de Arte y Género que facilitó Mónica Mayer como las alumnas de Historia del Arte de Karen Cordero de la Universidad Iberoamericana Ciudad de México.[5]
- Visita al archivo de Ana Victoria Jiménez, un proyecto de Mónica Mayer, 2013, Museo de la Mujer.